# Pareclésio

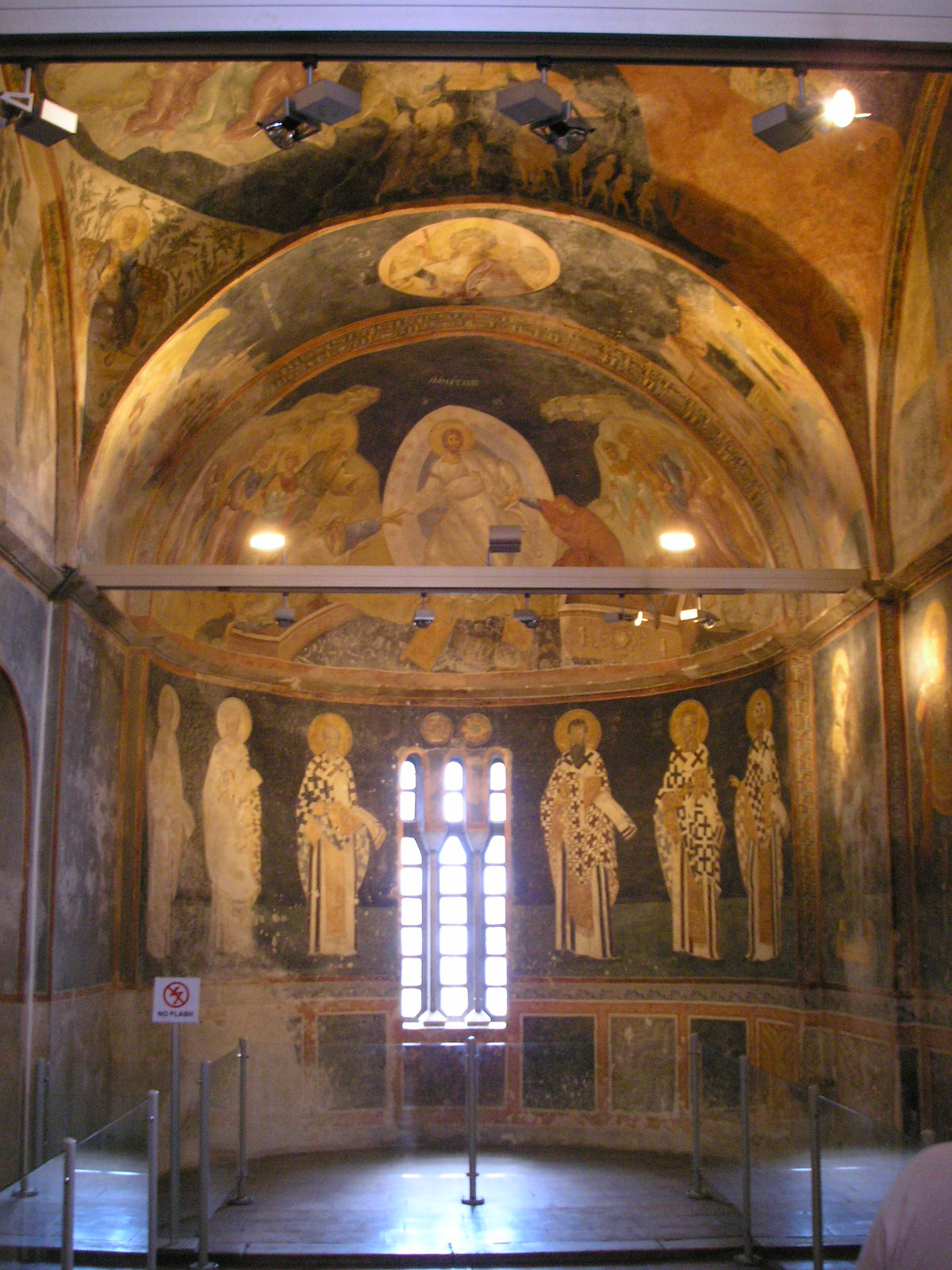
Pareclésio da Igreja de São Salvador em Cora, Istambul

Pareclésio (em latim: parecclesium; em grego: παρεκκλήσιον; romaniz.: parekklésion) é uma capela adjacente a uma igreja ortodoxa'. O termo vem do grego παϱα (para, «ao lado de») e ἐϰϰλησία (ekklesía, «assembleia», «igreja»), literalmente «ao lado da igreja».
Este elemento foi comum na arquitetura bizantina dos séculos IX a XIII, principalmente em Atenas e Constantinopla. Geralmente eram capelas funerárias destinadas a pessoas ilustres ou famílias proeminentes. Situavam-se anexas à construção principal, geralmente junto a um dos pastofórios, as salas situadas junto à ábside. Costumavam ter uma planta retangular e às vezes podiam ser subterrâneos.
Um dos mais famosos é o pareclésio da Igreja de São Salvador em Cora (Istambul), construído no século XIII, com arcossólios nas laterais e frescos, entre os quais se destaca uma anástase (representação da Ressurreição de Cristo). na abóbada.[carece de fontes?]